# Société Max-Planck pour le développement des sciences
Pour les articles homonymes, voir Planck.
La société Max-Planck pour le développement des sciences (en allemand : Max-Planck-Gesellschaft zur Förderung der Wissenschaften e.V., en abrégé MPG) est une association à but non lucratif allemande financée par l’État fédéral et par les seize Länder allemands, remplissant une mission de recherche fondamentale. Elle a été créée en 1948 à l'instigation des physiciens Werner Heisenberg et Carl Friedrich von Weizsäcker et succède à la Société Kaiser-Wilhelm. Elle est nommée d'après le physicien Max Planck.
En février 2025, la société Max-Planck regroupe 84 instituts thématiques de recherche fondamentale, en sciences de la vie et de la santé et sciences humaines et sociales. Elle assure une fonction de recherche comparable au CNRS français.

## Liste des instituts
(Sauf mentions contraires, les instituts sont situés en Allemagne).
Institut Max-Planck
1. d'anthropologie évolutionniste, Leipzig ;
2. d'astronomie, Heidelberg ;
3. d'astrophysique, Garching bei München ;
4. de biochimie, Martinsried ;
5. de biogéochimie, Iéna ;
6. de biologie, Tübingen ;
7. de biologie cellulaire (autrefois de biologie marine), Wilhelmshaven puis Ladenburg ;
8. de biologie cellulaire moléculaire et de génétique, Dresde ;
9. de biologie des infections, Berlin ;
10. de biologie du vieillissement, Cologne ;
11. de biomédecine moléculaire (anciennement de biologie vasculaire), Münster ;
12. de biophysique, Francfort-sur-le-Main ;
13. de chimie (Institut Otto Hahn), Mayence ;
14. de chimie biophysique (Institut Karl Friedrich Bonhoeffer), Göttingen ;
15. de conversion chimique de l'énergie, Mülheim an der Ruhr ;
16. de cybernétique biologique, Tübingen ;
17. de démographie, Rostock ;
18. de développement humain, Berlin ;
19. pour l'étude de la criminalité, de la sécurité et du droit, Fribourg-en-Brisgau ;
20. de droit procédural international, européen et réglementaire (de), Luxembourg ;
21. de droit privé comparé et international (en), Hambourg ;
22. de droit public et international comparé, Heidelberg ;
23. de droit social et de politique sociale, Munich ;
24. pour la dynamique de systèmes techniques complexes, Magdeburg ;
25. de dynamique et d'auto organisation, Göttingen ;
26. d'écologie chimique, Iéna ;
27. d'économie, Iéna ;
28. de génétique moléculaire, Berlin ;
29. pour l'histoire de l'art. Bibliotheca Hertziana (Max-Planck-Institut für Kunstgeschichte), Rome ( Italie) ;
30. Institut Max-Planck pour l'histoire de l'art à Florence (de) (Kunsthistorische Institut in Florenz), Florence ( Italie) ;
31. d'histoire des sciences, Berlin ;
32. d'histoire et de théorie du droit (en), Francfort-sur-le-Main ;
33. d'informatique, Sarrebruck ;
34. d'immunobiologie et d'épigénétique, Fribourg-en-Brisgau ;
35. pour les matériaux durables (anciennement de sidérurgie), Düsseldorf ;
36. de mathématiques, Bonn ;
37. de mathématiques dans les sciences, Leipzig ;
38. de médecine expérimentale, Göttingen ;
39. de météorologie, Hambourg ;
40. de microbiologie marine, Brême ;
41. de microbiologie terrestre, Marbourg ;
42. de neurobiologie, Martinsried ;
43. de recherche en métabolisme (anciennement en neurologie), Cologne ;
44. de neurologie et des sciences cognitives (anciennement de neuropsychologie), Leipzig ;
45. d'optique quantique, Garching bei München ;
46. d'ornithologie (anciennement de physiologie comportementale), Seewiesen (de) ;
47. de physico-chimie des matériaux solides, Dresde ;
48. de physiologie moléculaire (en), Dortmund ;
49. de physiologie moléculaire des plantes (en), Potsdam ;
50. de physique (Institut Werner-Heisenberg), Munich ;
51. de physique extraterrestre, Garching bei München ;
52. de physique gravitationnelle (Institut Albert Einstein), Potsdam et Hanovre ;
53. de physique de la lumière (en), Erlangen ;
54. de physique des microstructures, Halle/Saale ;
55. de physique nucléaire, Heidelberg ;
56. de physique des plasmas, Garching bei München et Greifswald ;
57. de physique des systèmes complexes, Dresde ;
58. de propriété intellectuelle et droit de la concurrence, Munich ;
59. de psychiatrie (en), Munich ;
60. de psycholinguistique (en), Nimègue ( Pays-Bas) ;
61. de radioastronomie, Bonn ;
62. de recherche sur le bien commun, Bonn ;
63. de recherche cardiaque et pneumologique (de) (Institut W.G. Kerckhoff), Bad Nauheim ;
64. pour la recherche sur le cerveau, Francfort-sur-le-Main ;
65. de recherche sur le charbon (en), Mülheim an der Ruhr ;
66. de recherche sur les colloïdes et interfaces, Potsdam ;
67. de recherche sur la sélection végétale (en), Cologne ;
68. de recherche sur les sociétés multireligieuses et multiethniques, Göttingen ;
69. de recherche sur l'état solide, Stuttgart ;
70. de recherche en anthropologie sociale (en), Halle (Saale) ;
71. de recherche médicale, Heidelberg ;
72. de recherche sur les polymères, Mayence ;
73. de recherche sociale, Cologne ;
74. de recherche sur le Système solaire (anciennement d'aéronomie), Göttingen ;
75. de science de l'histoire humaine, Iéna ;
76. de sciences multidisciplinaires (fusion de chimie biophysique avec la médecine expérimentale), Göttingen ;
77. de systèmes logiciels (de), Sarrebruck ;
78. pour les systèmes intelligents (anciennement pour la recherche sur les métaux), Tübingen.

Autres instituts
    79. Laboratoire Friedrich-Miescher de biologie de la Société Max-Planck (en), Tübingen ;

    80. Institut Fritz-Haber de la Société Max-Planck, Berlin.